# Chenzhangruïta
La chenzhangruïta és un mineral de la classe dels òxids que forma part del grup de la denningita.

## Característiques
La chenzhangruïta és un òxid de fórmula química MnFe²⁺Te⁴⁺₄O₁₀. Va ser aprovada com a espècie vàlida per l'Associació Mineralògica Internacional en el mes d’abril de l'any 2025, i encara resta pendent de publicació. Cristal·litza en el sistema tetragonal.
Les mostres que van servir per a determinar l'espècie, el que es coneix com a material tipus, es troben conservades al Museu Mineral de la Universitat d'Arizona Alfie Norville, a Tucson (Arizona), amb el número de catàleg: 22739, i al projecte RRUFF, amb el número de mostra: r240011.

## Formació i jaciments
Va ser descoberta a la mina Moctezuma, situada a la localitat homònima de l'estat mexicà de Sonora (Mèxic), sent aquest indret l'únic de tot el planeta on ha estat descrita aquesta espècie mineral.